# Acta de Aceptación de la Sede Gubernamental de 1909

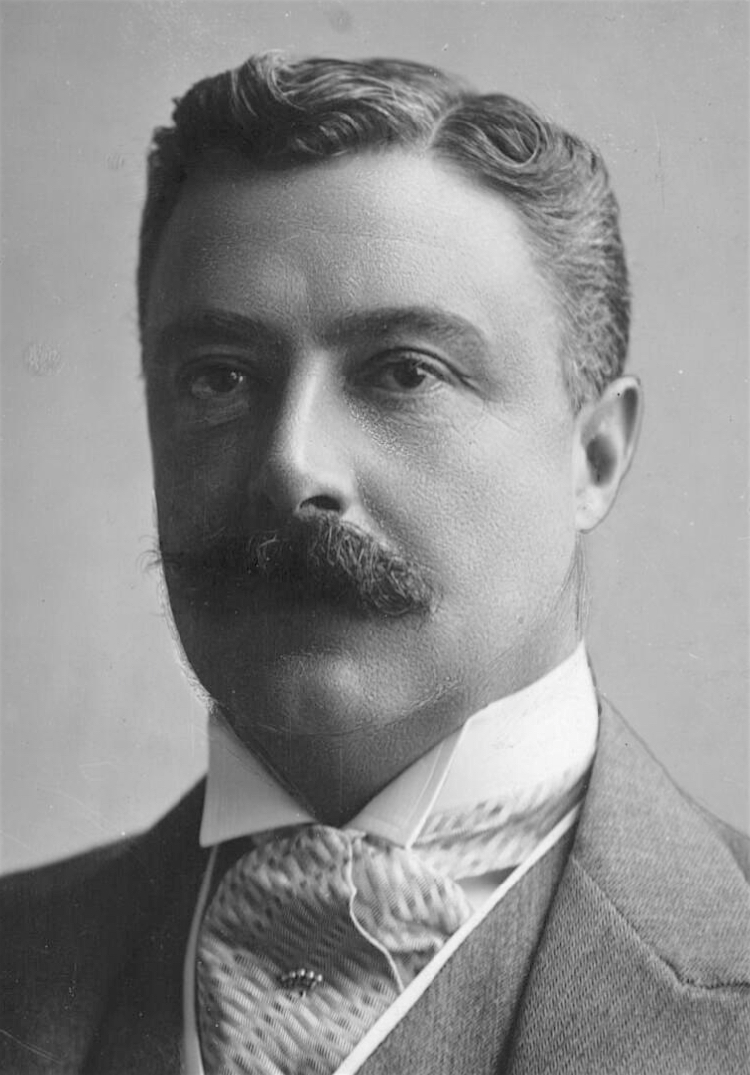
William Ward, Gobernador General de Australia entre 1908 y 1911

El Acta de Aceptación de la Sede Gubernamental de 1909 (Nombre oficial sólo en inglés: Seat of Government Acceptance Act 1909) es el documento legal del Gobierno de Australia que, en conjunto con el Acta de Entrega de la Sede Gubernamental de 1909 (nombre oficial sólo en inglés: Seat of Government Surrender Act 1909), transfirió las tierras del Estado de Nueva Gales del Sur a la Federación de Australia para la creación del Territorio de la Capital Federal, hoy llamado Territorio de la Capital Australiana.
La firmó el Gobernador General de Australia William Ward, el 13 de diciembre de 1909. Al día siguiente, fue aprobada por el Gobierno de Nueva Gales del Sur, con lo que se creó legalmente el territorio para la capital nacional.